# Екологија, религија, етика
Екологија, религија, етика је зборник који је приредио Вукашин Павловић, објављен 2013. године у издању Завода за уџбенике из Београда.

## О књизи
Приређивач зборника Вукашин Павловић сматра да ће овај век у “извесном смислу бити век екологије”. Сматра да је најзначајније обележје краја другог и почетка трећег миленија сазнање да човечанство не може више олако да прелази преко еколошких проблема нити да одлаже суочавање са њима. Екологија је постала не само тема дана, неги и појам без којег се више не промишља савремени свет. Еколошки проблеми су постали друштвени, па и политички проблеми. 
Књига је настала као резултат серије разговора који су реализовани у форми малих научних скупова које је организовао Еко центар у Београду крајем деведесетих година, имајући у виду потребу за ширим, друштвеним приступом екологији.
Закључци који су проистекли са тих скупова јесу да активности које се тичу решавања природних катастрофа још увек нису довољно развијене и више су фокусиране на површно решавање проблема.
Вукашин Павловић је овим зборником покушао да повеже еколошки са етичким и религијским односом човека према животној средини. Оно што је неопходно јесте ући у саму срж проблема, а то је свест човека коју је потребно мењати и радити на томе да се развије другачији поглед на свет, поглед који ће донети добробит човеку и природи.